# Bahnhof Neuhemsbach
Bahnhof Neuhemsbach ist ein amtlich benannter Wohnplatz in Neuhemsbach, einer Ortsgemeinde im Landkreis Kaiserslautern in Rheinland-Pfalz. Der Ort liegt westlich von Neuhemsbach an der Einmündung des Hemsbachs in die Alsenz; unmittelbar nördlich liegt die zu Sembach gehörende Eichenbachermühle.
Der Wohnplatz umfasst im Wesentlichen die Betriebsgebäude des ehemaligen Bahnhofs Neuhemsbach-Sembach an der Alsenztalbahn.